# ×music
『×music』（クロスミュージック）は、2022年4月4日から2024年3月28日までZIP-FMで放送されていたラジオ番組。

## 概要
2022年4月のZIP-FMの大改編によって新設された音楽番組。番組ハッシュタグは「#CM778」。
「音楽との掛け算によって起こる様々な化学反応をリスナーへ、発信、共有するミュージック・カルチャー・プログラム」というコンセプトであり、ゲストとして出演する2組のアーティストとともに、音楽の新たな魅力や楽しみ方を提案する。
番組開始当初は神原、若林のツイン体制がとられていたが、2022年9月29日放送回で若林が番組を卒業し、その後は神原単独による番組となった。

## コーナー

### United
毎日多様な音楽評論家や音楽キュレーションメディア、ミュージシャンがオススメの曲を紹介するコーナー。
- 月曜担当：鳴田麻未
- 火曜担当：NexTone / ArtLed・Distribution
- 水曜担当：小出祐介（Base Ball Bear）
- 木曜担当：FRIENDSHIP.

### Voices
日替わりでミュージシャンが自身の音楽の原点や今まさに影響を受けている音楽・映画・人・カルチャーについてを話すトークコーナー。
2024年3月までの担当は以下の通りである。
- 月曜担当：Chevon
- 火曜担当：黒子首
- 水曜担当：Lucky Kilimanjaro
- 木曜担当：Furui Riho

過去の担当は以下の通りである。
- 月曜担当：ego apartment, Organic Call, Swagcky, Kamisado
- 水曜担当：PEOPLE 1, yonawo
- 木曜担当：macico, エゾシカグルメクラブ, Dannie May, MO MOMA, 幽体コミュニケーションズ, DeNeel

## ナビゲーター
- 神原真理（2022年4月4日 - 2024年3月28日）
- 若林詩恩（2022年4月4日 - 2022年9月29日）

## 放送時間
- 毎週月曜 - 木曜 21:00 - 23:00（JST）（2022年4月4日 - 2024年3月28日）